# Guilhem Peire Cazals
Guilhem Peire Cazals de Caortz ou Guilhem Peire de Cazals est un troubadour de la première moitié du XIIIe siècle. Membre probable de la famille (de) Cazals, il est né ou a vécu à Cahors dans le Quercy, d'où son nom "de Caortz". Onze de ses travaux, incluant une  canso, ont été transmis. Il fut capitoul de Toulouse en 1218 et en 1222. 
La seule certitude pour dater la vie et le travail de Guilhem Peire est par sa canso avec Bernart de la Barta, qui vivait en 1229, et par le sirventès de Guilhem Figueira, Un nou sirventes ai en cor que trameta, composé en 1240, qui fait référence D'una leu chanso ai cor que m'entremeta, a Canso de Guilhem Peire, en mètres et rimes et ainsi donne une terminus ante quem pour la composition de tenso. 
Neuf des poèmes de Guilhem Peire sont adressés à un certain ami connu uniquement sous le pseudonyme affectif "Ardit".